# Saint Germain (banda)
Saint Germain és un grup francès de jazz i música electrònica, liderada pel músic francès Ludovic Navarre, que ha publicat tres àlbums. Del seu primer disc Boulevard, publicat l'any 1995, va vendre més de 300.000 còpies. Pel que fa al segon, titulat Tourist i editat l'any 2000, ha venut més de 200.000 còpies. La seva música conté elements que van des del nu jazz, al acid jazz i el house. Considerant els tres àlbums en conjunt, s'aprecia un gradual major protagonisme del jazz, en perjudici de l'estil del house.

## Biografia
Ludovic Navarre, és músic i productor del projecte Saint Germain i precursor del French Touch. Va agafar el nom per al seu grup del comte de Saint Germain (1696-1784). Navarre va néixer l'any 1973 i va créixer al barri parisenc de Saint-Germain-en-Laye, fill d'un tapisser. En la seva joventut, la seva meta era ser un esportista professional, però als catorze anys va patir un accident amb motocicleta que el va tenir immobilitzat durant dos anys i el seu destí va canviar pel de la música i les computadores.
Influenciat per la música negra i fidel devot de Lightnin’ Hopkins, va viure escoltant a Bob Marley, Miles Davis, Toots, i Kool and the Gang. Va començar a gravar discos al començament dels anys 90 i va editar molt de material sota diversos noms: Sub System, Deep Contest, Deepside, L 'n' S, Soofle, i Modus Vivendi, per a un gran nombre de segells discogràfics.
L'any 1994 va fundar F Communications, editant el seu primer Ep anomenat Mezzotinto, ja amb el nom de Saint Germain. El primer disc de llarga durada, que va fer l'any 1995, va ser Boulevard i estava enfocat cap a una fusió del jazz i l'electrònica. L'àlbum va ser designat com a millor disc de l'any a Anglaterra i nominat als (IDMA) Dance Music Awards a Londres, compartint la categoria amb artistes com Goldie, D’Angelo i Michael Jackson. L'any 2000, el seu segon disc Tourist aconsegueix el reconeixement a nivell mundial, amb una equilibrada factura, on es fusionen el jazz i el house. Editat pel segell americà Blue Note, el disc és considerat un veritable clàssic i sense cap dubte, la millor peça de la banda Saint Germain.
Segons paraules del propi Navarre: «No sóc un músic, el que domino és el ratolí de la computadora. De fet, després de Boulevard pensava deixar la música. Pensava anar pel camí erroni: house fet per un blanc».
L'any 2015 Saint Germain va tornar als escenaris, després de 12 anys de silenci, amb un nou disc anomenat St Germain (Parlophone). Amb aquest llançament va recórre tot el continent europeu.

## Membres
Encara que Navarre és el líder de la banda i la persona que s'encarrega de la part electrònica, també han participat a Saint Germain els següents instrumentistes:
- Carneiro (percussió)
- Alexandre Destrez (piano, teclat)
- Idrissa Diop
- Edouard Labor (saxofon, flauta)
- Pascal Oshé (trompeta)
- Claudio Queiroz

## Discografia
- Mezzotinto EP (1994) (Saint Germain-en-Laye)
- Boulevard (1995)
- De Detroit a Saint Germain (1998)
- Tourist (2000)
- St Germain (2015)